# Мемельское восстание
Мемельское восстание, или Клайпедское восстание произошло в январе 1923 года в Клайпедском крае. Область, расположенная к северу от Немана, была отделена от Германии согласно Версальскому договору и стала мандатом Лиги Наций. Управлением территорией занималась временная французская администрация до тех пор, пока не будет выработано решение.
Литва хотела соединиться с регионом (часть Малой Литвы) из-за крупного литовскоговорящего меньшинства прусских литовцев и портового города Клайпеда (Мемель) — единственного приемлемого выхода к Балтийскому морю для Литвы.
После того, как Конференция совета послов Антанты в отношении восточных границ Польши покинула регион с политическим статусом, похожим на статус Вольного города Данциг, литовцы организовали и устроили мятеж. Представленное как восстание местного населения, восстание не встретило сопротивления ни немецкой полиции, ни французской армии.
Мятежниками была создана пролитовская администрация, которая обратилась к Литве с просьбой об объединении, ссылаясь на право на самоопределение. Лига Наций приняла свершившийся факт и Клайпедский край стал автономной территорией Литовской Республики от 17 февраля 1923 года. После длительных переговоров в мае 1924 года была подписана Клайпедская конвенция. Конвенция официально признавала суверенитет Литвы над регионом и наделяла Клайпедский край обширной законодательной, судебной, административной и финансовой автономией. Регион был частью Литвы до марта 1939 года, когда он вернулся в состав Германии после ультиматума.

## Предпосылки

### Литовские и польские притязания
Литовско-немецкая граница была стабильной после Мельнского мира, заключённого в 1422 году. Но в результате высокой миграции литовцев в северо-восточную часть Восточной Пруссии она оказалась со значительным числом литовскоговорящего населения. Согласно данным статистики Фреда Германа Доя, в регионе жили 71 156 немцев и 67 259 прусских литовцев. Идея объединения Малой Литвы с Литвой возникла в годы литовского национального возрождения в конце XIX века. Это было частью видения объединения всех этнических литовских земель в независимое Литовское государство. Активисты также видели Клайпеду, крупный морской порт в Балтийском море, как необходимую часть для экономического развития. 30 ноября 1918 года двадцать четыре активиста Национального совета Малой Литвы подписали Тильзитский акт, в котором выражалось желание объединить Малую Литву с Литвой. Литовцы обратились к союзникам присоединить всю Малую Литву (не ограничиваясь Клайпедским краем) в Литву. В то время Литва не была официально признана западными державами и не приглашалась в любые послевоенные конференции. В принятом 20 ноября 1919 года законе о выборах в Учредительный Сейм литовские власти впервые высказались о Мемельском крае как о территории Литвы.
Польская Республика считала Клайпедский регион как возможную компенсации за Данциг. После Первой мировой войны польский коридор обеспечивал доступ к Балтийскому морю, но Вольный город Данциг не был предоставлен Польше. В начале 1919 года Роман Дмовский, представитель поляков на Парижской мирной конференции, выступил с докладом за включение Клайпедского края в состав Литвы, которая тогда вступила в союз с Польшей (см. линия Дмовского и Междуморье). Польская формула была такой: Клайпеда к Литве, Литва к Польше. Но о польско-литовской унии не смогли договориться, поэтому Клайпеда должна была быть помещена под временную администрацию союзников. В то время как такой союз был в исторических традициях Речи Посполитой, Литва категорически отказалась от любых таких предложений. Ухудшение польско-литовских отношений привело к польско-литовской войне и спору о Виленском крае. Тем не менее, идея об объединении была встречена благосклонно в Западной Европе. В декабре 1921 года Польша направила Марцеля Шарота в качестве нового посланника в регионе. Благодаря его инициативе Польша и Клайпеда подписали торговое соглашение в апреле 1922 года. Кроме того, Польша попыталась установить своё экономическое присутствие в виде покупки недвижимости, установления деловых предприятий, использования порта.

### Французская администрация
Под влиянием польских предложений союзники приняли Клайпедский край во внимание при подписании мирного договора с Германией. В соответствии со статьёй 28 Версальского договора, 10 января 1920 года, земли к северу от реки Неман были отделены от Германской империи и, в соответствии со статьёй 99, были мандатом Лиги Наций. Французы согласились стать временной администрацией в регионе, в то время как британцы отказались. Первые французские войска, 21-й батальон альпийских стрелков под командованием генерала Доминика Жозефа Одри, прибыл 10 февраля 1920 года. Немцы официально передали регион под управление французской администрации 15 февраля. Через два дня генерал Одри учредил руководящий орган — Директорат Клайпедского края из семи членов. После литовских протестов к управлению были допущены двое прусских литовцев, состав директората увеличился до девяти членов. 8 июня 1920 года Франция назначила Габриэля Жана Петинье главой гражданской администрации в Клайпедском крае. Петинье показывал антилитовский уклон в своей политике и благосклонно относился к идее свободного города. Генерал Одри подал в отставку 1 мая 1920 года, оставив Петинье высшим должностным лицом в регионе.
Премьер-министр и председатель Парижской мирной конференции Жорж Клемансо отметил, что Клайпедский край не был привязан к Литве, поскольку она ещё не получила признание де-юре. Литовцы продолжили кампанию за свои права в регионе, полагая, что как только они получат международное признание, регион должен будет перейти к ним. Как посредник в польско-литовском конфликте вокруг Виленского края, Лига Наций не вставала ни на чью сторону, а Клайпедский край стал одной из основных разменных монет. Уже в 1921 году были сделаны неявные предложения обменять Клайпеду на Вильнюс. В марте 1922 года британская сторона сделала явное и непосредственное предложение: в обмен на признание польских притязаний на Вильнюс Литва получает признание де-юре, Клайпедский край и экономическую помощь. Литовцы отклонили предложение, поскольку они не были готовы отказаться от Вильнюса. После отклонения данного предложения отношения Литвы с Францией и Великобританией ухудшились, и союзники теперь выступали за придание Клайпеде статуса вольного города. Таким образом, литовцы могли либо ждать неблагоприятного для себя разрешения конфликта, либо захватить регион силой.

## Подготовка

### Решение
3 — 4 ноября 1922 года делегация прусских литовцев безуспешно просила об участии в переговорах. Эта неудача стала стимулом для организации восстания. Во время секретной сессии 20 ноября 1922 года правительство Литвы решило организовать восстание. Литва признала, что дипломатические усилия через Лигу Наций были безуспешными, а экономические меры, чтобы направить жителей на присоединение к Литве, были слишком дорогими и неэффективными в международной дипломатии. Генерал Сильвестрас Жукаускас заявил, что литовская армия могла бы разоружить небольшой французский полк и взять регион в течение 24 часов. Однако прямая военная акция против Франции была слишком опасной в военном и дипломатическом плане. Поэтому было решено устроить локальный бунт на примере мятежа Желиговского в октябре 1920 года.
Подготовка была поручена премьер-министру Эрнестасу Галванаускасу (Ernestas Galvanauskas). План организации восстания нужно было хранить втайне даже от сейма Литвы и Министерства иностранных дел. Поэтому очень мало литовцев поняли полную роль правительства в восстании. Таким образом, главная заслуга в организации восстания иногда приписывается Винцасу Креве, председателю Союза Стрелков Литвы (Lietuvos Šaulių Sąjunga), который предоставил силы. Галванаускас планировал представить события как восстание местного населения против немецкого присутствия, а не против французской администрации. Такой план был разработан, чтобы обратить внимание союзников на литовское предложение, а также использовать антинемецкие настроения в Европе. Несмотря на благоприятно складывавшуюся международную обстановку, в правительстве Литвы не было единства. 22 ноября 1922 г. состоялось тайное совещание, на которое были приглашены председатель Союза Стрелков Винцас Креве-Мицкявичюс и начальник штаба капитан Климайтис. Из правительства участвовали только председатель Галванаускас, министр обороны края Балис Шлижис (Balys Šližys), зам. министра иностранных дел Кливас (Klyvas) и начальник депертамента безопасности Липчус (Lipčius). Шлижис отказался поддержать идею вооружённого восстания. Было принято постановление о том, что в Совете министров нет единого мнения по вопросу освобождения Клайпедского края путём восстания. Поэтому, во-первых, Литва не будет нести никакой ответственности за события такого рода, а всё дело отдаётся на инициативу Союза Стрелков. Во-вторых, если события вызовут опасные для Литовского государства политические осложнения, инициаторы и участники восстания могут быть арестованы и отданы под суд. В-третьих, правительство Литвы не может оказать поддержку Союзу Стрелков ни вооружением, ни финансами. Галванаускас был достаточно осторожен, скрывал любые связи между повстанцами и правительством Литвы, так что в случае провала восстания он мог обвинить стрелков и повстанцев, а правительство освобождалось от любой ответственности.

### Пропагандистская кампания
Местное население занималось перетягиванием каната между Германией, Литвой и свободным городом. Воссоединение с Германией было политически невозможно, но населяющие регион немцы хотели сохранить своё политическое и культурное господство в регионе. В то время, как прусские литовцы говорили на литовском языке, они имели своё национальное самосознание и другую религию — лютеранство, остальные литовцы были католиками. Литовцы были отсталыми в экономическом и культурном плане. Фермеры и отраслевые рабочие опасались, что дешёвая рабочая сила из Литвы уничтожит их средства к существованию. Таким образом, идея свободного города набирала обороты. В конце 1921 года Общество свободного государства Мемель собрало 71 856 подписей в поддержку свободного существования (Freistaat (нем.)), из них 54 429 были подписи литовцев (75,7%).
Ещё до принятия решения об организации восстания, Литва попыталась максимально усилить своё влияние и найти своих сторонников в регионе. Литва ограничила свою торговлю с регионом, чтобы продемонстрировать его экономическую зависимость, поскольку он не производил достаточно продовольствия. Экономическая ситуация была осложнена ввиду гиперинфляции немецкой марки, которая использовалась в Клайпедском крае в качестве валюты. Литовскую сторону поддержали промышленники, которые ожидали дешёвую рабочую силу и сырьё из Литвы. Литовцы также занимались интенсивной пропагандой. Они создали и финансировали пролитовские организации и приобрели интерес у местной прессы. Многие из этих мероприятий координировались дипломатом Литвы Йонасом Жилюсом (Jonas Žilius-Jonila), который получил 500 тысяч немецких марок для данных целей. Банкир Йонас Валёкайтис пожертвовал 12500 долларов США на это предприятие и пообещал ещё $10000 в случае необходимости. Дополнительная поддержка была оказана литовской диаспорой из США, в том числе Антанасом Иваскевичюсом и Андрюсом Мартузевичюсом. За несколько недель до восстания местная пресса сообщила о предполагаемых польских планах в регионе. Это было сделано для укрепления антипольских настроений и чтобы приукрасить идею присоединения к Литве, как наиболее благоприятное решение. Эти действия возымели желаемый результат: общественное мнение сдвигалось в сторону Литвы.

### Международная дипломатия
Германия поняла, что регион не будет ей возвращён, поэтому она молчаливо поддержала интересы Литвы. Веймарская республика видела Польшу и Францию своими главными врагами, в то время как Литва была более нейтральной. Кроме того, когда Германия восстановит свою мощь, было бы намного легче вернуть регион у маленькой Литвы, чем у Польши. Уже 22 февраля 1922 года немцы неофициально сообщили литовцам, что они не выступят против действий Литвы в Клайпеде и что, по понятным причинам, такая позиция никогда не будет официально объявлена. Такое отношение позже было подтверждено при других неофициальных немецко-литовских контактах даже во время восстания, когда Берлин призвал местных немцев не препятствовать литовским планам.
Когда союзники рассматривали вариант превращения Клайпеды в вольный город, министр иностранных дел Польши Константин Скирмунт заявил, что такой свободный город мешал бы польским интересам, позволяя Германии сохранить своё влияние в регионе. Скирмунт вместо этого поддержал передачу региона Литве, если Польше будет обеспечена неограниченная торговля через порт и по Неману. В то же время Польша была занята другими вопросами (убийство президента Габриэля Нарутовича, экономический кризис, территориальный спор в Силезии, напряжённые отношения с Советской Россией), и ввиду этого уделяла меньше внимания вопросу о статусе Клайпедского края. Литва понимала, что силовые действия грозили новой польско-литовской войной. Чтобы противостоять ожидаемой негативной реакции со стороны Польши и Франции, литовцы искали союзника в Советской России, которая выступала против сильного польского государства. 29 ноября министр иностранных дел Советской России Георгий Чичерин встретился с литовской стороной в Каунасе на пути в Берлин. В беседе с Галванаускасом Чичерин выразил поддержку литовских планов в Клайпеде и заявил, что Советская Россия не будет оставаться пассивной, если Польша выступит против Литвы.

### Сроки
18 декабря 1922 года на конференции Совета послов государств Антанты были представлены предложения в отношении восточных границ Польши и 10 января 1923 года - о будущем региона В то время как содержание предложений не было известно, началось восстание, так как литовцы ожидали решения не в свою пользу и поспешили подготовить бунт. Действительно, Совет предложил либо создать свободный город (автономная область под управлением Лиги Наций), либо включить область в состав Литвы, если та согласится на союз с Польшей. В январе 1923 года поднять восстание было удобно, так как Франция отвлекла свои силы на Рурский конфликт, и в Европе боялись начала новой войны. Внутриполитическая ситуация в Литве также была благоприятной: Галванаускас, как премьер-министр, имел широкие полномочия, в то время как избрание президента Александраса Стульгинскиса, который выступал категорически против восстания, было оспорено сеймом.

## Восстание

### Политические действия
В конце 1922 года литовские активисты были направлены в различные города и сёла Клайпедского края, чтобы выступить с патриотической речью и организовать ряд пролитовских комитетов по спасению Малой Литвы. 18 декабря 1922 года в Клайпеде был создан Верховный Комитет спасения Малой Литвы (ВКСМЛ) под председательством Мартинаса Янкуса (Martynas Jankus), чтобы объединить все эти комитеты. Задачей комитета было возглавить восстание, а затем организовать пролитовский режим в регионе. 3 января 1923 года на съезде комитета была выдвинута задача представлять интересы жителей всего региона. Тем не менее, в то время организация была простым названием и, кроме выдачи нескольких заявлений, не было никакой другой деятельности. Некоторые из его членов признали, что они узнали об их роли в ВКСМЛ только после восстания. 7 января ВКСМЛ опубликовал воззвание "Broliai Šauliai!" ("Братья стрелки!"). В нём говорилось, что литовцы подвергались преследованиям со стороны иностранцев, был призыв взяться за оружие, чтобы «избавиться от рабства», и просьба к Союзу литовских стрелков о помощи. Это стало официальным поводом для стрелков, чтобы войти в область 9 января.
9 января ВКСМЛ заявил, что, на основе разрешения от других комитетов спасения представлять всех жителей региона, ВКСМЛ узурпировал всю власть в регионе, распустил "немецкий" Директорат Клайпедского края под председательством Вилюса Степутайтиса (Vilius Steputaitis) и уполномоченного Эрдмонаса Симонайтиса (Erdmonas Simonaitis), чтобы сформировать новый Директорат из пяти человек в течение 3 дней. В декларации также было условие, что немецкому и литовскому языкам должен был предоставлен равный статус официальных языков региона, все политические заключённые должны были быть освобождены, введено военное положение. В дополнение к этой декларации, Комитет издал на французском обращение к французским солдатам, в котором они, как «борцы за благородные идеи свободы и равенства», призывались не воевать против «воли и достижений литовской нации». 13 января Эрдмонас Симонайтис сформировал новую пролитовскую дирекцию, в которую вошли Вилюс Гайгалайтис (Vilius Gaigalaitis), Микелис Рейзгис (Mikelis Reizgys), Мартинас Толейкис (Martynas Toleikis) и Криступас Лекшас (Kristupas Lekšas). 19 января представители Верховного Комитета спасения Малой Литвы встретились в Шилуте и передали пять пунктов декларации с просьбой о том, чтобы регион был включён в состав Литвы в качестве автономного округа. Документ подписали около 120 человек. Автономия региона должна была заключаться в виде местного налогообложения, образования, религии, судебной системы, сельского хозяйства, социальных услуг. 24 января парламент Литвы принял декларацию, таким образом, формально Клайпедский край вошёл в состав Литвы. Бывший президент А.Сметона был отправлен в Клайпедский край в качестве особого представителя правительства Литвы.

### Военные действия
Галванаускас заручился военной поддержкой Союза литовских стрелков, чтобы обеспечить вооружённые силы для восстания. Винцас Креве-Мицкявичюс, лидер организации, считал, что идея организовать восстание возникла в рамках Союза стрелков, и Галванаускас только молчаливо одобрил план, тщательно дистанцируя правительство от мятежников. В декабре 1922 года Креве встретился с командующим рейхсвера Гансом фон Сектом и был уверен, что немецкая армия не будет вмешиваться в конфликт. Креве купил у немцев 1500 винтовок, 5 ручных пулемётов и 1 500 000 патронов. Военные действия координировал начальник контрразведки армии Литвы, бывший полковник Русской императорской армии Йонас Половинскас (Jonas Polovinskas), изменивший своё имя на Йонас Будрис, которое было больше похоже на пруссколитовское. Позже так же поступили и его подчинённые. По воспоминаниям Стяпонаса Дарюса, восстание было первоначально запланировано в новогоднюю ночь, но литовское правительство отменило восстание на основе неблагоприятных данных разведки. В те дни развивался конфликт Франции и Германии, 11 января 1923 г. французские и бельгийские войска вошли в Рурскую область. Мировая пресса всё внимание обратила на эти события, поэтому литовцы решили воспользоваться благоприятным моментом.
Сторонники восстания собрались в Каунасе и убедили правительство осуществить план. Задержка ставила под угрозу секретную миссию, важная информация могла попасть в руки союзников. Восстание началось 10 января 1923 года. Прибыв на поезде из Кретинги и Таураге, 1090 добровольцев (40 офицеров, 584 солдата, 455 стрелков, 3 клерка, 2 доктора, 6 санитаров) пересекли границу региона. Среди них были Стяпонас Дарюс и Владас Путвинскис. Учёный и дипломат Римантас Моркенас (Rimantas Morkėnas) подчёркивает, что многие повстанцы не имели никакой военной подготовки, среди них было много простых крестьян и даже гимназисты старших классов. Они были одеты в гражданскую одежду с зелёной повязкой с буквами MLS (Mažosios Lietuvos sukilėlis или Mažosios Lietuvos savanoris) (повстанец/доброволец Малой Литвы). Каждый боец имел винтовку и 200 патронов. Повстанцы имели в общей сложности 21 ручной пулемёт, 4 мотоцикла, 3 машины, 63 лошади. Они надеялись договориться о мирном отступлении французов, чтобы избежать любых жертв. Стрельба была разрешена только как последнее средство. Галванаускас приказал повстанцам быть вежливыми, не грабить, не употреблять алкоголь, не высказывать политические речи, а также не брать с собой литовские документы, деньги, табак, спичечные коробки. В Клайпедском крае повстанцев встречали ещё около 300 местных добровольцев, хотя литовский историк Вигандас Варейкис оспаривает достоверность этого утверждения. Часть мужского населения Клайпеды присоединилась к добровольцам. Повстанцы встретили сопротивление, боролись с условиями зимы, отсутствием транспорта и испытывали нехватку снабжения (они не были обеспечены питанием, одеждой, но им выплачивалось 4000 немецких марок в сутки).
Добровольцы были разделены на три вооружённых группы. Первой группе из 530 человек под командованием майора Йонаса Ишлинскаса (псевдоним Аукштуолис) было приказано взять Клайпеду. Вторая группа из 443 человек во главе с капитаном Миколасом Калмантасом (псевдоним Байорас) должна была захватить Пагегяй и закрепиться на границе с Германией. Третья группа из 103 человек во главе с майором Пятрасом Якштасом (псевдоним Калвайтис) должна была выступить на Шилуте. Пагегяй и Шилуте были заняты литовцами 10 января без сопротивления. К 11 января пролитовские силы контролировали весь регион, за исключением Клайпеды. Французский администратор Петинье отказался сдаться, и 15 января начался бой за Клайпеду. Город защищали 250 французских солдат, 350 немецких полицейских и 300 гражданских немцев-добровольцев. После короткого боя в тот же день было подписано соглашение о прекращении огня. В ходе боя были убиты 12 литовских повстанцев, два французских солдата и один немецкий полицейский. По немецким данным, один французский солдат погиб и двое получили ранения. 16 января польский корабль «Комендант Пилсудский» вошёл в порт Клайпеды с подкреплением для французских войск. Тем не менее, корабль скоро отбыл из порта, так как было подписано соглашение о прекращении огня. 17 — 18 января британский крейсер «Каледон» и два французских эсминца "Алжирец" и "Сенегалец" прибыли в Клайпеду. Французский эскадренный броненосец «Вольтер» находился в пути. 16 января литовцы начали организовывать локальную "армию Йонаса Будриса", в которую вошли 317 человек (по данным на 24 января). Большинство добровольцев были движимы материальными, а не политическими, мотивами, так как экономическая ситуация в Клайпедском крае была очень тяжёлой, к тому же приходилось выплачивать репарации победившим в Мировой войне союзникам.

## Реакция и последствия
Несмотря на международное давление, Литва отрицала свою причастность к восстанию. Франция протестовала против литовских действий и выражала прямые военные угрозы с требованием восстановить статус-кво. Великобритания протестовала, но воздержалась от угроз. Было опасение, что Литва имела советскую поддержку, а это означало бы, что если Франция или Польша инициировала военный ответ, Советская Россия вмешалась бы, что могло привести ещё к одной войне. Польша тоже выразила протест, но также боялась последствий. Она предложила военную помощь в случае вмешательства Франции и Великобритании. 17 января 1923 года Совет послов держав Антанты принял решение направить специальную комиссию во главе с Франкманом Жоржем Клиншантом. Комиссия с горсткой союзных войск прибыла 26 января и почти сразу же потребовала, чтобы мятежники ушли из региона, угрожая применить силу, но повстанцы быстро отступили. 29 января союзники отклонили предложение об отправке войск для подавления восстания. Франция хотела восстановить свою администрацию, но Великобритания и Италия поддержали передачу региона Литве. 2 февраля союзники предъявили ультиматум с требованием вывода всех повстанцев из региона, расформирования любых вооружённых отрядов, Директората Степонайтиса и Верховного комитета спасения Малой Литвы.
В то же время Лига Наций вынесла своё окончательное решение по поводу территориального спора о Виленском крае между Польшей и Литвой. 3 февраля Лига решила ликвидировать нейтральную зону 6 км шириной, установленную после мятежа Желиговского в ноябре 1920 года. Несмотря на литовские протесты, к ликвидации нейтральной полосы приступили 15 февраля. В этих условиях Лига Наций предложила неофициальный обмен: Литва получит Клайпедский край в компенсацию за утраченный Виленский край. Уже 4 февраля ультиматум был заменён на дипломатическую ноту с просьбой, чтобы передача Клайпедского края была организованной и не по принуждению. 11 февраля союзники даже поблагодарили Литву за мирное разрешение кризиса. Для дальнейшего успокоения Лиги Наций Директорат Клайпедского края был расформирован 15 февраля. Викторас Гайлюс сформировал временную дирекцию из пяти членов, в которую вошли два немца и трое прусских литовцев. 17 февраля Совет держав Антанты начал работу в Литве при нескольких условиях, которые будут позже сформулированы в Клайпедской конвенции: региону будет предоставлена автономия, Литва будет компенсировать расходы союзников на содержание администрации и выплачивать немцам репарации, часть реки Неман, разграничивавшая Германию и Литву, будет иметь общее пользование. Литва приняла эти условия, восстание было признано легитимным. Французские и британские корабли покинули порт Клайпеды 19 февраля.
Первоначально предложенная версия Клайпедской конвенции предоставляла широкие права Польше в доступе, использовании и управлении портом Клайпеды. Это было абсолютно недопустимо для Литвы, которая прекратила все дипломатические отношения с Польшей из-за войны и спора о Виленском крае. После зашедших в тупик переговоров право решить вопрос было доверено Лиге Наций. Комиссия из трёх человек под председательством американца Нормана Дэвиса подготовила окончательный текст конвенции, который была подписана Великобританией, Францией, Италией, Японией и Литвой в Париже 8 мая 1924 года. Клайпедский край стал автономной областью под суверенитетом Литвы. Региону предоставили обширную законодательную, судебную, административную и финансовую автономию, а также собственный местный парламент. Клайпедский порт был интернационализирован. Конвенция была расценена как важная литовская дипломатическая победа, так как в ней не содержалось ни одного права, зарезервированного только для Польши. Но также там и не было условий, которые бы предоставили литовцам полное владычество в регионе. Конвенция серьёзно ограничивала полномочия литовского правительства, что вызывало частые дебаты по вопросу о взаимосвязи между центральными и местными органами власти. В 1920-е годы отношения между Литвой и Германией складывались хорошо. Напряжённость начала расти с приходом к власти Адольфа Гитлера. Слабые для литовцев стороны конвенции использовались нацистской Германией, когда она пыталась вернуть регион под немецкий контроль, что привело к ультиматуму Литве в 1939 году.